# Navdeep Bains
Navdeep Bains (Toronto, 16 giugno 1977) è un politico canadese, attuale ministro dell'innovazione, della scienza e dello sviluppo economico del Canada dal 4 novembre 2015, membro del Partito Liberale del Canada.
Ha lavorato come analista di processo finanziario presso Nike Canada dal 2000 al 2001, e per la Ford Motor Company come analista dei costi e del profitto dal 2000 al 2004.